# TAC Rally
De TAC-rally is een rally voor het Belgisch kampioenschap en wordt verreden in het West-Vlaamse Tielt.
Hij wordt georganiseerd door de Tieltse Automobielclub VZW, traditioneel begin April.
Sinds 1972 waren er al enkele initiatieven om in Tielt een rally in te richten, maar pas in 1975 ging het echt van start met de 12 uren van Tielt. In 1982 werd de naam veranderd in TAC-rally, de huidige naam.

## Lijst van winnaars
| Editie | Jaar | Rijder              | Navigator         | Auto                         |
| ------ | ---- | ------------------- | ----------------- | ---------------------------- |
| 49     | 2024 | Niels Reynvoet      | Kris D’Alleine    | Citroën C3 Rally2            |
| 48     | 2023 | Cédric Cherain      | Damien Withers    | Hyundai i20 N Rally2         |
| 47     | 2022 | Vincent Verschueren | Filip Cuvelier    | Volkswagen Polo GTI R5       |
| 46     | 2019 | Kris Princen        | Bram Eelbode      | Volkswagen Polo GTI R5       |
| 45     | 2018 | Kris Princen        | Bram Eelbode      | Škoda Fabia R5               |
| 44     | 2017 | Vincent Verschueren | Véronique Hostens | Škoda Fabia R5               |
| 43     | 2016 | Freddy Loix         | Johan Gitsels     | Škoda Fabia R5               |
| 42     | 2015 | Freddy Loix         | Johan Gitsels     | Skoda Fabia S2000            |
| 41     | 2014 | Kris Princen        | Peter Kaspers     | Subaru Impreza S12B WRC      |
| 40     | 2013 | Freddy Loix         | Frédéric Miclotte | Ford Focus RS WRC 08         |
| 39     | 2012 | Pieter Tsjoen       | Eddy Chevaillier  | Citroën C4 WRC               |
| 38     | 2011 | Pieter Tsjoen       | Eddy Chevaillier  | Citroën C4 WRC               |
| 37     | 2010 | Pieter Tsjoen       | Eddy Chevaillier  | Ford Focus WRC               |
| 36     | 2009 | Paul Lietaer        | Kristof Dejonghe  | Subaru Impreza WRC           |
| 35     | 2008 | Kris Princen        | Bram Eelbode      | Mitsubishi Lancer Evo IX grA |
| 34     | 2007 | Freddy Loix         | Robin Buysmans    | VW Polo Super 2000           |
| 33     | 2006 | Pieter Tsjoen       | Eddy Chevaillier  | Ford Focus WRC               |
| 32     | 2005 | Andy Lefevere       | Ferdy Messelis    | BMW E36 M16                  |
| 31     | 2004 | Pieter Tsjoen       | Eddy Chevalier    | Toyota Corolla WRC           |
| 30     | 2003 | Timothy Van Parijs  | Kurt Declerck     | Mitsubishi Lancer Evo VI     |
| 29     | 2002 | Jean-Marc Gaban     | Guy Burniat       | Porsche 911                  |
| 28     | 2001 | Patrick Snijers     | Dethier           | Ford Escort Cosworth         |
| 27     | 2000 | Broekaert           | Scheirlinck       | Ford Escort Cosworth         |
| 26     | 1999 | Broekaert           | Scheirlinck       | Ford Escort Cosworth         |
| 25     | 1998 | Devos               | Monchy            | Toyota Celica 4WD            |
| 24     | 1997 | Devos               | Monchy            | Toyota Celica 4WD            |
| 23     | 1996 | Boeren              | De Feyter         | Ford Escort Cosworth         |
| 22     | 1995 | Bruyneel            | Pauwels           | Lancia Delta Integrale       |
| 21     | 1994 | Devos               | Monchy            | Toyota Celica 4WD            |
| 20     | 1993 | Paul Lietaer        | De Maegd          | Ford Escort Cosworth         |